# Kocina (województwo łódzkie)
Kocina – wieś w Polsce położona w województwie łódzkim, w powiecie łaskim, w gminie Widawa.
W latach 1975–1998 miejscowość administracyjnie należała do województwa sieradzkiego.
Przez miejscowość przebiega droga wojewódzka nr 481.
Według danych ze Spisu powszechnego z 30 września 1921 r. wieś liczyła 73 mieszkańców, w tym 31 mężczyzn i 42 kobiety. Zamieszkiwali oni w 12 budynkach. W tej liczbie wyznania rzymskokatolickiego były 73 osoby, narodowość polską podali wszyscy mieszkańcy wsi.